# Championnat NCAA masculin de basket-ball 2013
Navigation
2012 2014
Le Championnat NCAA de basket-ball 2013 met aux prises 68 équipes s'affrontant en matchs à élimination directe afin de déterminer le champion de la 1re division NCAA de basket-ball universitaire.
Cette 75e édition commence le 19 mars et se termine avec la finale disputée le 8 avril au Georgia Dome d'Atlanta.
Les Cardinals de Louisville, seule équipe des quatre têtes de séries à être présente au Final Four, s'imposent en finale face aux Wolverines du Michigan sur le score de 82 à 76. C'est le troisième titre NCAA de l'équipe après ceux de 1980 et 1986, son entraîneur Rick Pitino remportant son deuxième titre après l'avoir emporté en 1996 avec les Wildcats du Kentucky. Luke Hancock est désigné Most Outstanding Player.

## Organisation du tournoi
Le tour préliminaire se dispute à Dayton dans l'Ohio. Huit villes accueillent les deuxième et troisième tours du tournoi final de la NCAA. Ce sont Auburn Hills, Lexington, Salt Lake City, San José, Austin, Dayton, Kansas City, Philadelphie. Les quatre salles hôtes des demi-finales, Sweet Sixteen, et finales régionales, ou Elite Eight sont le Verizon Center de Washington, le Staples Center de Los Angeles, le Lucas Oil Stadium d'Indianapolis et le Cowboys Stadium d'Arlington.

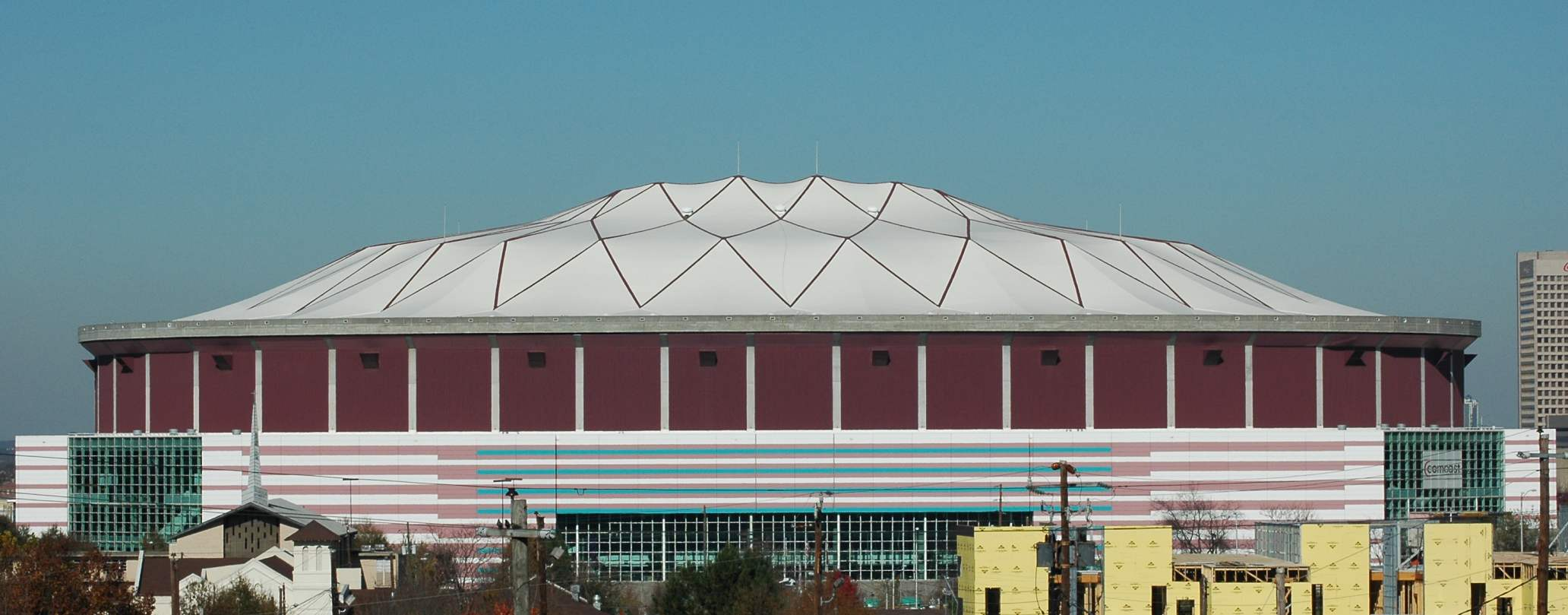
Georgia Dome

Le Final Four se déroule au Georgia Dome d'Atlanta. C'est la quatrième fois que la ville accueille le Final Four.
| Auburn Hills Lexington Salt Lake City San José Austin Dayton Kansas City (Kansas) Philadelphie Washington Los Angeles Indianapolis Arlington Atlanta |

## Équipes
Les équipes qualifiées pour le tournoi final de la NCAA sont annoncées lors du Selection Sunday qui a lieu le 17 mars 2013. Lors de celui-ci, le comité de sélection, composé de dix personnes, détermine les équipes qui accompagnent les trente-et-une équipes directement qualifiées et l'ordre des têtes de séries. Pour cette édition de 2013, les quatre têtes de séries sont : Louisville, tête de série du tournoi final, Gonzaga, Indiana et Kansas. Trente équipes sont directement qualifiées grâce à leur victoire lors du tournoi final de leur conférence, la trente-et-unième, Harvard, obtenant sa place au titre de champion de la phase régulière de la Ivy League, cette dernière n'organisant pas de tournoi final.
| Conference                         | Équipes                           |
| ---------------------------------- | --------------------------------- |
| America East Conference            | Great Danes d'Albany              |
| Atlantic 10                        | Billikens de Saint Louis          |
| Atlantic Coast Conference          | Hurricanes de Miami               |
| Atlantic Sun Conference            | Eagles de Florida Gulf Coast      |
| Big 12 Conference                  | Jayhawks du Kansas                |
| Big East Conference                | Cardinals de Louisville           |
| Big Sky Conference                 | Grizzlies du Montana              |
| Big South Conference               | Flames de Liberty                 |
| Big Ten Conference                 | Buckeyes d'Ohio State             |
| Big West Conference                | Tigers du Pacific                 |
| Colonial Athletic Association      | Dukes de James Madison            |
| Conference USA                     | Tigers de Memphis                 |
| Horizon League                     | Crusaders de Valparaiso           |
| Ivy League                         | Crimson d'Harvard                 |
| Metro Atlantic Athletic Conference | Gaels d'Iona                      |
| Mid-American Conference            | Zips d'Akron                      |
| Mid-Eastern Athletic Conference    | North Carolina A&T Aggies         |
| Missouri Valley Conference         | Bluejays de Creighton             |
| Mountain West Conference           | Lobos du Nouveau-Mexique          |
| Northeast Conference               | Blackbirds de Long Island         |
| Ohio Valley Conference             | Bruins de Belmont                 |
| Pac-12                             | Ducks de l'Oregon                 |
| Patriot League                     | Bison de Bucknell                 |
| Southeastern Conference            | Rebels d'Ole Miss                 |
| Southern                           | Wildcats de Davidson              |
| Southland Conference               | Demons de Northwestern State      |
| Southwestern Athletic Conference   | Jaguars de Southern               |
| Summit League                      | Jackrabbits de South Dakota State |
| Sun Belt Conference                | Hilltoppers de Western Kentucky   |
| West Coast Conference              | Bulldogs de Gonzaga               |
| Western Athletic Conference        | Aggies de New Mexico State        |

De nombreuses règles décrivent le mode de sélection des trente-sept autres équipes choisies : les votes des dix membres du comité de sélection sont effectués à bulletins secrets, les membres ne pouvant être présent lors des discussions concernant leur école, ou même voter pour leur propre école. Toutefois, ils ont le droit de répondre à des questions générales ou factuelles sur des équipes concernant des équipes appartenant à la même conférence. Le système de sélection comprend trois phases : 
- la détermination des trente-sept équipes manquantes,
- le classement des soixante-et-huit équipes,
- le positionnement des soixante-et-huit équipes dans quatre régions[5].

Pour cette dernière étape, la difficulté consiste à construire quatre régions équilibrées tout en respectant des règles liées aux conférences d'origines des équipes. Ainsi, les trois premières équipes d'une même conférence doivent être réparties dans trois régions différentes. De même, pas plus de deux équipes issues de la même conférence ne peuvent être présentes dans la même régions, sauf si au moins neuf équipes de la même conférence figurent dans les soixante-et-huit équipes sélectionnées. Deux équipes d'une même conférence ne peuvent se rencontrer avant la finale régionale, Elite Eight, sauf impossibilité introduite par les règles précédentes. Le positionnement d'une équipe dans une région est également liée à une règle qui interdit à toute équipe de disputer une rencontre de ce tournoi final de la NCAA, avant le Final Four, dans une salle considérée comme salle hôte de l'école : une salle est considérée comme salle hôte pour une équipe si celle-ci y a disputé au moins trois rencontres.

## Compétition

### Premier tour
Le tour préliminaire, qui permet de qualifier quatre équipes, se déroule à Dayton dans l'Ohio les 19 et 20 mars.
Les deux rencontres suivantes se déroulent le 19 mars. Elles octroient respectivement les têtes de série no 11 et no 16 de la région Midwest.
|  | Midwest |                  |    |
|  |         |                  |    |
|  | 11      | Middle Tennessee | 54 |
|  | 11      | Saint Mary's     | 67 |

|  | Midwest |                    |    |
|  |         |                    |    |
|  | 16      | Liberty            | 72 |
|  | 16      | North Carolina A&T | 73 |

Les deux rencontres suivantes se déroulent le 20 mars. Elles octroient respectivement les têtes de série no 13 de la région Ouest et  no 16 de la région Est.
|  | Ouest |             |    |
|  |       |             |    |
|  | 13    | Boise State | 71 |
|  | 13    | La Salle    | 80 |

|  | Est |               |    |
|  |     |               |    |
|  | 16  | James Madison | 68 |
|  | 16  | Long Island   | 55 |

### Est
|  | Deuxième tour 21-22 mars | Deuxième tour 21-22 mars |                 |    | Troisième tour 23-24 mars | Troisième tour 23-24 mars |  |  | Demi-finales régionales 28 mars | Demi-finales régionales 28 mars |  |  | Finale régionale 30 mars | Finale régionale 30 mars |
|  | Deuxième tour 21-22 mars | Deuxième tour 21-22 mars |                 |    | Troisième tour 23-24 mars | Troisième tour 23-24 mars |  |  | Demi-finales régionales 28 mars | Demi-finales régionales 28 mars |  |  | Finale régionale 30 mars | Finale régionale 30 mars |
|  |                          |                          |                 |    |                           |                           |  |  |                                 |                                 |  |  |                          |                          |
|  |                          |                          |                 |    |                           |                           |  |  |                                 |                                 |  |  |                          |                          |
|  |                          |                          |                 |    |                           |                           |  |  |                                 |                                 |  |  |                          |                          |
|  | (1) Indiana              | 83                       |                 |    |                           |                           |  |  |                                 |                                 |  |  |                          |                          |
|  | (1) Indiana              | 83                       |                 |    |                           |                           |  |  |                                 |                                 |  |  |                          |                          |
|  | (16) James Madison       | 62                       |                 |    |                           |                           |  |  |                                 |                                 |  |  |                          |                          |
|  | (16) James Madison       | 62                       | (1) Indiana     | 58 |                           |                           |  |  |                                 |                                 |  |  |                          |                          |
|  |                          |                          | (1) Indiana     | 58 |                           |                           |  |  |                                 |                                 |  |  |                          |                          |
|  |                          | (9) Temple               | 52              |    |                           |                           |  |  |                                 |                                 |  |  |                          |                          |
|  | (8) NC State             | (9) Temple               | 52              | 72 |                           |                           |  |  |                                 |                                 |  |  |                          |                          |
|  | (8) NC State             |                          |                 | 72 |                           |                           |  |  |                                 |                                 |  |  |                          |                          |
|  | (9) Temple               | 76                       |                 |    |                           |                           |  |  |                                 |                                 |  |  |                          |                          |
|  | (9) Temple               | 76                       | (1) Indiana     | 50 |                           |                           |  |  |                                 |                                 |  |  |                          |                          |
|  |                          |                          | (1) Indiana     | 50 |                           |                           |  |  |                                 |                                 |  |  |                          |                          |
|  |                          | (4) Syracuse             | 61              |    |                           |                           |  |  |                                 |                                 |  |  |                          |                          |
|  | (5) UNLV                 | (4) Syracuse             | 61              | 61 |                           |                           |  |  |                                 |                                 |  |  |                          |                          |
|  | (5) UNLV                 |                          |                 | 61 |                           |                           |  |  |                                 |                                 |  |  |                          |                          |
|  | (12) California          | 64                       |                 |    |                           |                           |  |  |                                 |                                 |  |  |                          |                          |
|  | (12) California          | 64                       | (12) California | 60 |                           |                           |  |  |                                 |                                 |  |  |                          |                          |
|  |                          |                          | (12) California | 60 |                           |                           |  |  |                                 |                                 |  |  |                          |                          |
|  |                          | (4) Syracuse             | 66              |    |                           |                           |  |  |                                 |                                 |  |  |                          |                          |
|  | (4) Syracuse             | (4) Syracuse             | 66              | 81 |                           |                           |  |  |                                 |                                 |  |  |                          |                          |
|  | (4) Syracuse             |                          |                 | 81 |                           |                           |  |  |                                 |                                 |  |  |                          |                          |
|  | (13) Montana             | 34                       |                 |    |                           |                           |  |  |                                 |                                 |  |  |                          |                          |
|  | (13) Montana             | 34                       | (4) Syracuse    | 55 |                           |                           |  |  |                                 |                                 |  |  |                          |                          |
|  |                          |                          | (4) Syracuse    | 55 |                           |                           |  |  |                                 |                                 |  |  |                          |                          |
|  |                          | (3) Marquette            | 39              |    |                           |                           |  |  |                                 |                                 |  |  |                          |                          |
|  | (6) Butler               | (3) Marquette            | 39              | 68 |                           |                           |  |  |                                 |                                 |  |  |                          |                          |
|  | (6) Butler               |                          |                 | 68 |                           |                           |  |  |                                 |                                 |  |  |                          |                          |
|  | (11) Bucknell            | 56                       |                 |    |                           |                           |  |  |                                 |                                 |  |  |                          |                          |
|  | (11) Bucknell            | 56                       | (6) Butler      | 72 |                           |                           |  |  |                                 |                                 |  |  |                          |                          |
|  |                          |                          | (6) Butler      | 72 |                           |                           |  |  |                                 |                                 |  |  |                          |                          |
|  |                          | (3) Marquette            | 74              |    |                           |                           |  |  |                                 |                                 |  |  |                          |                          |
|  | (3) Marquette            | (3) Marquette            | 74              | 59 |                           |                           |  |  |                                 |                                 |  |  |                          |                          |
|  | (3) Marquette            |                          |                 | 59 |                           |                           |  |  |                                 |                                 |  |  |                          |                          |
|  | (14) Davidson            | 58                       |                 |    |                           |                           |  |  |                                 |                                 |  |  |                          |                          |
|  | (14) Davidson            | 58                       | (3) Marquette   | 71 |                           |                           |  |  |                                 |                                 |  |  |                          |                          |
|  |                          |                          | (3) Marquette   | 71 |                           |                           |  |  |                                 |                                 |  |  |                          |                          |
|  |                          | (2) Miami (FL)           | 61              |    |                           |                           |  |  |                                 |                                 |  |  |                          |                          |
|  | (7) Illinois             | (2) Miami (FL)           | 61              | 57 |                           |                           |  |  |                                 |                                 |  |  |                          |                          |
|  | (7) Illinois             |                          |                 | 57 |                           |                           |  |  |                                 |                                 |  |  |                          |                          |
|  | (10) Colorado            | 49                       |                 |    |                           |                           |  |  |                                 |                                 |  |  |                          |                          |
|  | (10) Colorado            | 49                       | (7) Illinois    | 59 |                           |                           |  |  |                                 |                                 |  |  |                          |                          |
|  |                          |                          | (7) Illinois    | 59 |                           |                           |  |  |                                 |                                 |  |  |                          |                          |
|  |                          | (2) Miami (FL)           | 63              |    |                           |                           |  |  |                                 |                                 |  |  |                          |                          |
|  | (2) Miami (FL)           | (2) Miami (FL)           | 63              | 78 |                           |                           |  |  |                                 |                                 |  |  |                          |                          |
|  | (2) Miami (FL)           |                          |                 | 78 |                           |                           |  |  |                                 |                                 |  |  |                          |                          |
|  | (15) Pacific             | 49                       |                 |    |                           |                           |  |  |                                 |                                 |  |  |                          |                          |
|  | (15) Pacific             | 49                       |                 |    |                           |                           |  |  |                                 |                                 |  |  |                          |                          |

### Ouest
|  | Deuxième tour 21-22 mars | Deuxième tour 21-22 mars |                   |    | Troisième tour 23-24 mars | Troisième tour 23-24 mars |  |  | Demi-finales régionales 28 mars | Demi-finales régionales 28 mars |  |  | Finale régionale 30 mars | Finale régionale 30 mars |
|  | Deuxième tour 21-22 mars | Deuxième tour 21-22 mars |                   |    | Troisième tour 23-24 mars | Troisième tour 23-24 mars |  |  | Demi-finales régionales 28 mars | Demi-finales régionales 28 mars |  |  | Finale régionale 30 mars | Finale régionale 30 mars |
|  |                          |                          |                   |    |                           |                           |  |  |                                 |                                 |  |  |                          |                          |
|  |                          |                          |                   |    |                           |                           |  |  |                                 |                                 |  |  |                          |                          |
|  |                          |                          |                   |    |                           |                           |  |  |                                 |                                 |  |  |                          |                          |
|  | (1) Gonzaga              | 64                       |                   |    |                           |                           |  |  |                                 |                                 |  |  |                          |                          |
|  | (1) Gonzaga              | 64                       |                   |    |                           |                           |  |  |                                 |                                 |  |  |                          |                          |
|  | (16) Southern            | 58                       |                   |    |                           |                           |  |  |                                 |                                 |  |  |                          |                          |
|  | (16) Southern            | 58                       | (1) Gonzaga       | 70 |                           |                           |  |  |                                 |                                 |  |  |                          |                          |
|  |                          |                          | (1) Gonzaga       | 70 |                           |                           |  |  |                                 |                                 |  |  |                          |                          |
|  |                          | (9) Wichita State        | 76                |    |                           |                           |  |  |                                 |                                 |  |  |                          |                          |
|  | (8) Pittsburgh           | (9) Wichita State        | 76                | 55 |                           |                           |  |  |                                 |                                 |  |  |                          |                          |
|  | (8) Pittsburgh           |                          |                   | 55 |                           |                           |  |  |                                 |                                 |  |  |                          |                          |
|  | (9) Wichita State        | 73                       |                   |    |                           |                           |  |  |                                 |                                 |  |  |                          |                          |
|  | (9) Wichita State        | 73                       | (9) Wichita State | 72 |                           |                           |  |  |                                 |                                 |  |  |                          |                          |
|  |                          |                          | (9) Wichita State | 72 |                           |                           |  |  |                                 |                                 |  |  |                          |                          |
|  |                          | (13) La Salle            | 58                |    |                           |                           |  |  |                                 |                                 |  |  |                          |                          |
|  | (5) Wisconsin            | (13) La Salle            | 58                | 46 |                           |                           |  |  |                                 |                                 |  |  |                          |                          |
|  | (5) Wisconsin            |                          |                   | 46 |                           |                           |  |  |                                 |                                 |  |  |                          |                          |
|  | (12) Mississippi         | 57                       |                   |    |                           |                           |  |  |                                 |                                 |  |  |                          |                          |
|  | (12) Mississippi         | 57                       | (12) Mississippi  | 74 |                           |                           |  |  |                                 |                                 |  |  |                          |                          |
|  |                          |                          | (12) Mississippi  | 74 |                           |                           |  |  |                                 |                                 |  |  |                          |                          |
|  |                          | (13) La Salle            | 76                |    |                           |                           |  |  |                                 |                                 |  |  |                          |                          |
|  | (4) Kansas State         | (13) La Salle            | 76                | 61 |                           |                           |  |  |                                 |                                 |  |  |                          |                          |
|  | (4) Kansas State         |                          |                   | 61 |                           |                           |  |  |                                 |                                 |  |  |                          |                          |
|  | (13) La Salle            | 63                       |                   |    |                           |                           |  |  |                                 |                                 |  |  |                          |                          |
|  | (13) La Salle            | 63                       | (9) Wichita State | 70 |                           |                           |  |  |                                 |                                 |  |  |                          |                          |
|  |                          |                          | (9) Wichita State | 70 |                           |                           |  |  |                                 |                                 |  |  |                          |                          |
|  |                          | (2) Ohio State           | 66                |    |                           |                           |  |  |                                 |                                 |  |  |                          |                          |
|  | (6) Arizona              | (2) Ohio State           | 66                | 81 |                           |                           |  |  |                                 |                                 |  |  |                          |                          |
|  | (6) Arizona              |                          |                   | 81 |                           |                           |  |  |                                 |                                 |  |  |                          |                          |
|  | (11) Belmont             | 64                       |                   |    |                           |                           |  |  |                                 |                                 |  |  |                          |                          |
|  | (11) Belmont             | 64                       | (6) Arizona       | 74 |                           |                           |  |  |                                 |                                 |  |  |                          |                          |
|  |                          |                          | (6) Arizona       | 74 |                           |                           |  |  |                                 |                                 |  |  |                          |                          |
|  |                          | (14) Harvard             | 51                |    |                           |                           |  |  |                                 |                                 |  |  |                          |                          |
|  | (3) New Mexico           | (14) Harvard             | 51                | 62 |                           |                           |  |  |                                 |                                 |  |  |                          |                          |
|  | (3) New Mexico           |                          |                   | 62 |                           |                           |  |  |                                 |                                 |  |  |                          |                          |
|  | (14) Harvard             | 68                       |                   |    |                           |                           |  |  |                                 |                                 |  |  |                          |                          |
|  | (14) Harvard             | 68                       | (6) Arizona       | 70 |                           |                           |  |  |                                 |                                 |  |  |                          |                          |
|  |                          |                          | (6) Arizona       | 70 |                           |                           |  |  |                                 |                                 |  |  |                          |                          |
|  |                          | (2 ) Ohio State          | 73                |    |                           |                           |  |  |                                 |                                 |  |  |                          |                          |
|  | (7) Notre Dame           | (2 ) Ohio State          | 73                | 58 |                           |                           |  |  |                                 |                                 |  |  |                          |                          |
|  | (7) Notre Dame           |                          |                   | 58 |                           |                           |  |  |                                 |                                 |  |  |                          |                          |
|  | (10) Iowa State          | 76                       |                   |    |                           |                           |  |  |                                 |                                 |  |  |                          |                          |
|  | (10) Iowa State          | 76                       | (10) Iowa State   | 75 |                           |                           |  |  |                                 |                                 |  |  |                          |                          |
|  |                          |                          | (10) Iowa State   | 75 |                           |                           |  |  |                                 |                                 |  |  |                          |                          |
|  |                          | (2) Ohio State           | 78                |    |                           |                           |  |  |                                 |                                 |  |  |                          |                          |
|  | (2) Ohio State           | (2) Ohio State           | 78                | 95 |                           |                           |  |  |                                 |                                 |  |  |                          |                          |
|  | (2) Ohio State           |                          |                   | 95 |                           |                           |  |  |                                 |                                 |  |  |                          |                          |
|  | (15) Iona                | 70                       |                   |    |                           |                           |  |  |                                 |                                 |  |  |                          |                          |
|  | (15) Iona                | 70                       |                   |    |                           |                           |  |  |                                 |                                 |  |  |                          |                          |

### Midwest
|  | Deuxième tour 21-22 mars | Deuxième tour 21-22 mars |                    |    | Troisième tour 23-24 mars | Troisième tour 23-24 mars |  |  | Demi-finales régionales 29 mars | Demi-finales régionales 29 mars |  |  | Finale régionale 31 mars | Finale régionale 31 mars |
|  | Deuxième tour 21-22 mars | Deuxième tour 21-22 mars |                    |    | Troisième tour 23-24 mars | Troisième tour 23-24 mars |  |  | Demi-finales régionales 29 mars | Demi-finales régionales 29 mars |  |  | Finale régionale 31 mars | Finale régionale 31 mars |
|  |                          |                          |                    |    |                           |                           |  |  |                                 |                                 |  |  |                          |                          |
|  |                          |                          |                    |    |                           |                           |  |  |                                 |                                 |  |  |                          |                          |
|  |                          |                          |                    |    |                           |                           |  |  |                                 |                                 |  |  |                          |                          |
|  | (1) Louisville           | 79                       |                    |    |                           |                           |  |  |                                 |                                 |  |  |                          |                          |
|  | (1) Louisville           | 79                       |                    |    |                           |                           |  |  |                                 |                                 |  |  |                          |                          |
|  | (16) North Carolina A&T  | 48                       |                    |    |                           |                           |  |  |                                 |                                 |  |  |                          |                          |
|  | (16) North Carolina A&T  | 48                       | (1) Louisville     | 82 |                           |                           |  |  |                                 |                                 |  |  |                          |                          |
|  |                          |                          | (1) Louisville     | 82 |                           |                           |  |  |                                 |                                 |  |  |                          |                          |
|  |                          | (8) Colorado State       | 56                 |    |                           |                           |  |  |                                 |                                 |  |  |                          |                          |
|  | (8) Colorado State       | (8) Colorado State       | 56                 | 84 |                           |                           |  |  |                                 |                                 |  |  |                          |                          |
|  | (8) Colorado State       |                          |                    | 84 |                           |                           |  |  |                                 |                                 |  |  |                          |                          |
|  | Missouri (9)             | 72                       |                    |    |                           |                           |  |  |                                 |                                 |  |  |                          |                          |
|  | Missouri (9)             | 72                       | (1) Louisville     | 77 |                           |                           |  |  |                                 |                                 |  |  |                          |                          |
|  |                          |                          | (1) Louisville     | 77 |                           |                           |  |  |                                 |                                 |  |  |                          |                          |
|  |                          | (12) Oregon              | 69                 |    |                           |                           |  |  |                                 |                                 |  |  |                          |                          |
|  | (5) Oklahoma State       | (12) Oregon              | 69                 | 55 |                           |                           |  |  |                                 |                                 |  |  |                          |                          |
|  | (5) Oklahoma State       |                          |                    | 55 |                           |                           |  |  |                                 |                                 |  |  |                          |                          |
|  | Oregon (12)              | 68                       |                    |    |                           |                           |  |  |                                 |                                 |  |  |                          |                          |
|  | Oregon (12)              | 68                       | (12) Oregon        | 74 |                           |                           |  |  |                                 |                                 |  |  |                          |                          |
|  |                          |                          | (12) Oregon        | 74 |                           |                           |  |  |                                 |                                 |  |  |                          |                          |
|  |                          | (4) Saint Louis          | 57                 |    |                           |                           |  |  |                                 |                                 |  |  |                          |                          |
|  | (4) Saint Louis          | (4) Saint Louis          | 57                 | 64 |                           |                           |  |  |                                 |                                 |  |  |                          |                          |
|  | (4) Saint Louis          |                          |                    | 64 |                           |                           |  |  |                                 |                                 |  |  |                          |                          |
|  | New Mexico State (13)    | 44                       |                    |    |                           |                           |  |  |                                 |                                 |  |  |                          |                          |
|  | New Mexico State (13)    | 44                       | (1) Louisville     | 85 |                           |                           |  |  |                                 |                                 |  |  |                          |                          |
|  |                          |                          | (1) Louisville     | 85 |                           |                           |  |  |                                 |                                 |  |  |                          |                          |
|  |                          | (2) Duke                 | 63                 |    |                           |                           |  |  |                                 |                                 |  |  |                          |                          |
|  | (6) Memphis              | (2) Duke                 | 63                 | 54 |                           |                           |  |  |                                 |                                 |  |  |                          |                          |
|  | (6) Memphis              |                          |                    | 54 |                           |                           |  |  |                                 |                                 |  |  |                          |                          |
|  | Saint Mary's (11)        | 52                       |                    |    |                           |                           |  |  |                                 |                                 |  |  |                          |                          |
|  | Saint Mary's (11)        | 52                       | (11) Memphis       | 48 |                           |                           |  |  |                                 |                                 |  |  |                          |                          |
|  |                          |                          | (11) Memphis       | 48 |                           |                           |  |  |                                 |                                 |  |  |                          |                          |
|  |                          | (3) Michigan State       | 70                 |    |                           |                           |  |  |                                 |                                 |  |  |                          |                          |
|  | (3) Michigan State       | (3) Michigan State       | 70                 | 65 |                           |                           |  |  |                                 |                                 |  |  |                          |                          |
|  | (3) Michigan State       |                          |                    | 65 |                           |                           |  |  |                                 |                                 |  |  |                          |                          |
|  | (14) Valparaiso          | 54                       |                    |    |                           |                           |  |  |                                 |                                 |  |  |                          |                          |
|  | (14) Valparaiso          | 54                       | (3) Michigan State | 61 |                           |                           |  |  |                                 |                                 |  |  |                          |                          |
|  |                          |                          | (3) Michigan State | 61 |                           |                           |  |  |                                 |                                 |  |  |                          |                          |
|  |                          | (2) Duke                 | 71                 |    |                           |                           |  |  |                                 |                                 |  |  |                          |                          |
|  | (7) Creighton            | (2) Duke                 | 71                 | 67 |                           |                           |  |  |                                 |                                 |  |  |                          |                          |
|  | (7) Creighton            |                          |                    | 67 |                           |                           |  |  |                                 |                                 |  |  |                          |                          |
|  | (10) Cincinnati          | 63                       |                    |    |                           |                           |  |  |                                 |                                 |  |  |                          |                          |
|  | (10) Cincinnati          | 63                       | (7) Creighton      | 50 |                           |                           |  |  |                                 |                                 |  |  |                          |                          |
|  |                          |                          | (7) Creighton      | 50 |                           |                           |  |  |                                 |                                 |  |  |                          |                          |
|  |                          | (2) Duke                 | 66                 |    |                           |                           |  |  |                                 |                                 |  |  |                          |                          |
|  | (2) Duke                 | (2) Duke                 | 66                 | 73 |                           |                           |  |  |                                 |                                 |  |  |                          |                          |
|  | (2) Duke                 |                          |                    | 73 |                           |                           |  |  |                                 |                                 |  |  |                          |                          |
|  | (15) Albany              | 61                       |                    |    |                           |                           |  |  |                                 |                                 |  |  |                          |                          |
|  | (15) Albany              | 61                       |                    |    |                           |                           |  |  |                                 |                                 |  |  |                          |                          |

### Sud
|  | Deuxième tour 21-22 mars | Deuxième tour 21-22 mars |                     |    | Troisième tour 23-24 mars | Troisième tour 23-24 mars |  |  | Demi-finales régionales 29 mars | Demi-finales régionales 29 mars |  |  | Finale régionale 31 mars | Finale régionale 31 mars |
|  | Deuxième tour 21-22 mars | Deuxième tour 21-22 mars |                     |    | Troisième tour 23-24 mars | Troisième tour 23-24 mars |  |  | Demi-finales régionales 29 mars | Demi-finales régionales 29 mars |  |  | Finale régionale 31 mars | Finale régionale 31 mars |
|  |                          |                          |                     |    |                           |                           |  |  |                                 |                                 |  |  |                          |                          |
|  |                          |                          |                     |    |                           |                           |  |  |                                 |                                 |  |  |                          |                          |
|  |                          |                          |                     |    |                           |                           |  |  |                                 |                                 |  |  |                          |                          |
|  | (1) Kansas               | 64                       |                     |    |                           |                           |  |  |                                 |                                 |  |  |                          |                          |
|  | (1) Kansas               | 64                       |                     |    |                           |                           |  |  |                                 |                                 |  |  |                          |                          |
|  | (16) Western Kentucky    | 57                       |                     |    |                           |                           |  |  |                                 |                                 |  |  |                          |                          |
|  | (16) Western Kentucky    | 57                       | (1) Kansas          | 70 |                           |                           |  |  |                                 |                                 |  |  |                          |                          |
|  |                          |                          | (1) Kansas          | 70 |                           |                           |  |  |                                 |                                 |  |  |                          |                          |
|  |                          | (8) North Carolina       | 58                  |    |                           |                           |  |  |                                 |                                 |  |  |                          |                          |
|  | (8) North Carolina       | (8) North Carolina       | 58                  | 78 |                           |                           |  |  |                                 |                                 |  |  |                          |                          |
|  | (8) North Carolina       |                          |                     | 78 |                           |                           |  |  |                                 |                                 |  |  |                          |                          |
|  | (9) Villanova            | 71                       |                     |    |                           |                           |  |  |                                 |                                 |  |  |                          |                          |
|  | (9) Villanova            | 71                       | (1) Kansas          | 85 |                           |                           |  |  |                                 |                                 |  |  |                          |                          |
|  |                          |                          | (1) Kansas          | 85 |                           |                           |  |  |                                 |                                 |  |  |                          |                          |
|  |                          | (4) Michigan             | 87*                 |    |                           |                           |  |  |                                 |                                 |  |  |                          |                          |
|  | (5) VCU                  | (4) Michigan             | 87*                 | 88 |                           |                           |  |  |                                 |                                 |  |  |                          |                          |
|  | (5) VCU                  |                          |                     | 88 |                           |                           |  |  |                                 |                                 |  |  |                          |                          |
|  | (12) Akron               | 42                       |                     |    |                           |                           |  |  |                                 |                                 |  |  |                          |                          |
|  | (12) Akron               | 42                       | (5) VCU             | 53 |                           |                           |  |  |                                 |                                 |  |  |                          |                          |
|  |                          |                          | (5) VCU             | 53 |                           |                           |  |  |                                 |                                 |  |  |                          |                          |
|  |                          | (4) Michigan             | 78                  |    |                           |                           |  |  |                                 |                                 |  |  |                          |                          |
|  | (4) Michigan             | (4) Michigan             | 78                  | 71 |                           |                           |  |  |                                 |                                 |  |  |                          |                          |
|  | (4) Michigan             |                          |                     | 71 |                           |                           |  |  |                                 |                                 |  |  |                          |                          |
|  | (13) South Dakota State  | 56                       |                     |    |                           |                           |  |  |                                 |                                 |  |  |                          |                          |
|  | (13) South Dakota State  | 56                       | (4) Michigan        | 79 |                           |                           |  |  |                                 |                                 |  |  |                          |                          |
|  |                          |                          | (4) Michigan        | 79 |                           |                           |  |  |                                 |                                 |  |  |                          |                          |
|  |                          | (3) Florida              | 59                  |    |                           |                           |  |  |                                 |                                 |  |  |                          |                          |
|  | (6) UCLA                 | (3) Florida              | 59                  | 63 |                           |                           |  |  |                                 |                                 |  |  |                          |                          |
|  | (6) UCLA                 |                          |                     | 63 |                           |                           |  |  |                                 |                                 |  |  |                          |                          |
|  | (11) Minnesota           | 83                       |                     |    |                           |                           |  |  |                                 |                                 |  |  |                          |                          |
|  | (11) Minnesota           | 83                       | (11) Minnesota      | 64 |                           |                           |  |  |                                 |                                 |  |  |                          |                          |
|  |                          |                          | (11) Minnesota      | 64 |                           |                           |  |  |                                 |                                 |  |  |                          |                          |
|  |                          | (3) Florida              | 78                  |    |                           |                           |  |  |                                 |                                 |  |  |                          |                          |
|  | (3) Florida              | (3) Florida              | 78                  | 79 |                           |                           |  |  |                                 |                                 |  |  |                          |                          |
|  | (3) Florida              |                          |                     | 79 |                           |                           |  |  |                                 |                                 |  |  |                          |                          |
|  | (14) Northwestern State  | 47                       |                     |    |                           |                           |  |  |                                 |                                 |  |  |                          |                          |
|  | (14) Northwestern State  | 47                       | (3) Florida         | 62 |                           |                           |  |  |                                 |                                 |  |  |                          |                          |
|  |                          |                          | (3) Florida         | 62 |                           |                           |  |  |                                 |                                 |  |  |                          |                          |
|  |                          | (15) Florida Gulf Coast  | 50                  |    |                           |                           |  |  |                                 |                                 |  |  |                          |                          |
|  | (7) San Diego State      | (15) Florida Gulf Coast  | 50                  | 70 |                           |                           |  |  |                                 |                                 |  |  |                          |                          |
|  | (7) San Diego State      |                          |                     | 70 |                           |                           |  |  |                                 |                                 |  |  |                          |                          |
|  | (10) Oklahoma            | 55                       |                     |    |                           |                           |  |  |                                 |                                 |  |  |                          |                          |
|  | (10) Oklahoma            | 55                       | (7) San Diego State | 71 |                           |                           |  |  |                                 |                                 |  |  |                          |                          |
|  |                          |                          | (7) San Diego State | 71 |                           |                           |  |  |                                 |                                 |  |  |                          |                          |
|  |                          | (15) Florida Gulf Coast  | 81                  |    |                           |                           |  |  |                                 |                                 |  |  |                          |                          |
|  | (2) Georgetown           | (15) Florida Gulf Coast  | 81                  | 68 |                           |                           |  |  |                                 |                                 |  |  |                          |                          |
|  | (2) Georgetown           |                          |                     | 68 |                           |                           |  |  |                                 |                                 |  |  |                          |                          |
|  | (15) Florida Gulf Coast  | 78                       |                     |    |                           |                           |  |  |                                 |                                 |  |  |                          |                          |
|  | (15) Florida Gulf Coast  | 78                       |                     |    |                           |                           |  |  |                                 |                                 |  |  |                          |                          |

### Final Four

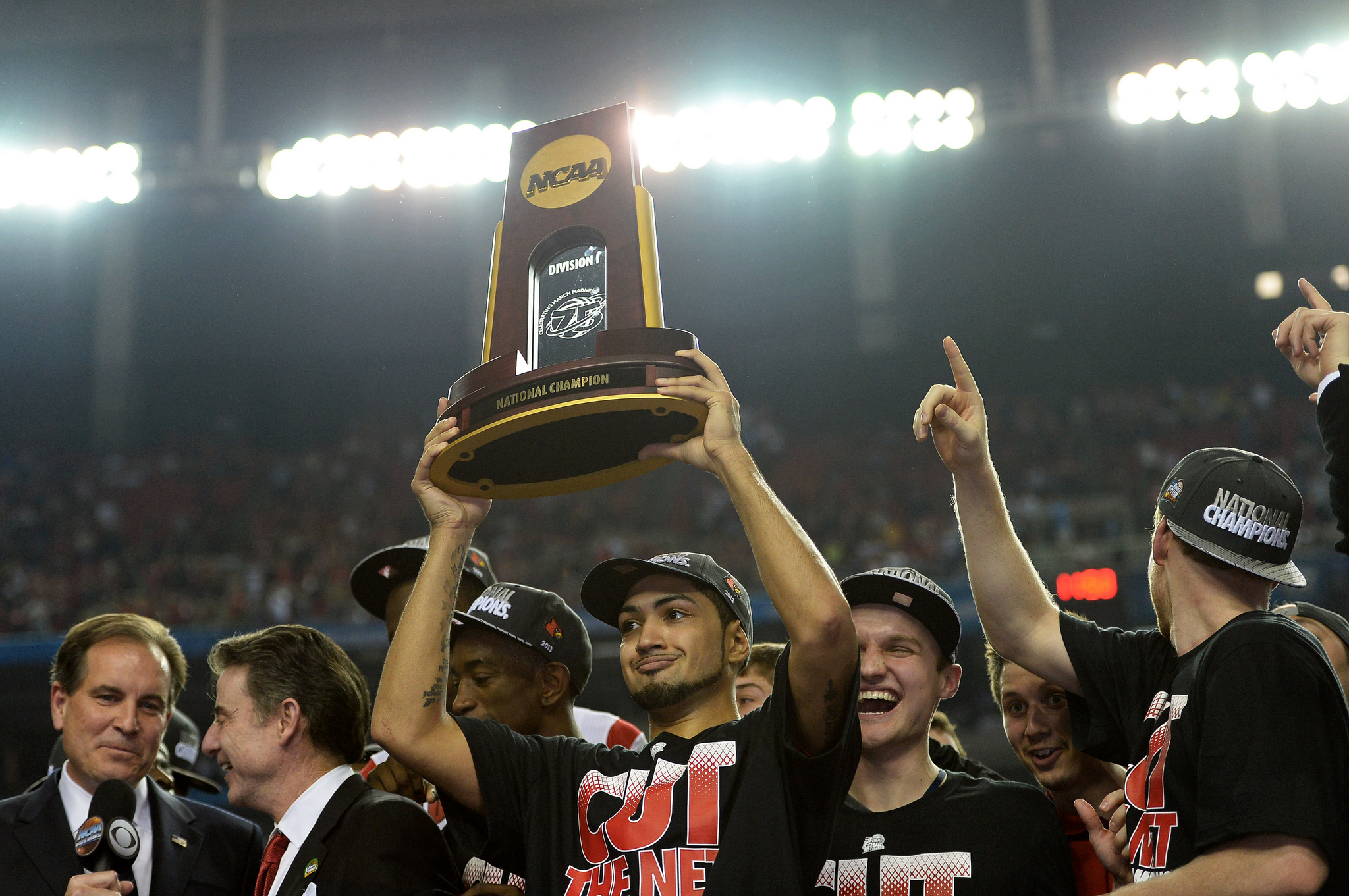
L'équipe de Louisville recevant le trophée après sa victoire.

|  | Demi-finales 6 avril | Demi-finales 6 avril |            |    | Finale 8 avril | Finale 8 avril |
|  | Demi-finales 6 avril | Demi-finales 6 avril |            |    | Finale 8 avril | Finale 8 avril |
|  |                      |                      |            |    |                |                |
|  |                      |                      |            |    |                |                |
|  |                      |                      |            |    |                |                |
|  | Louisville           | 72                   |            |    |                |                |
|  | Louisville           | 72                   |            |    |                |                |
|  | Wichita State        | 68                   |            |    |                |                |
|  | Wichita State        | 68                   | Louisville | 82 |                |                |
|  |                      |                      | Louisville | 82 |                |                |
|  |                      | Michigan             | 76         |    |                |                |
|  | Michigan             | Michigan             | 76         | 61 |                |                |
|  | Michigan             |                      |            | 61 |                |                |
|  | Syracuse             | 56                   |            |    |                |                |
|  | Syracuse             | 56                   |            |    |                |                |

### Details

#### Finales régionales
Les Shockers de Wichita State et les joueurs de l'Orange de Syracuse sont les deux premières équipes à se qualifier pour le Final Four. Les premiers, classés no 9 de la région ouest, éliminent lors de la finale régionale, Elite Eight, la tête de série no 2, les Buckeyes d'Ohio State sur le score de 70 à 66. Cette victoire, après celles sur les Panthers de Pittsburgh, les Bulldogs de Gonzaga, tête de série no 1 et les Explorers de La Salle, permet aux Shockers de renouer avec le Final Four, la dernière apparition de l'école datant de 1965. L'équipe de Syracuse, classée quatrième de la région est, élimine les Grizzlies du Montana, les Golden Bears de la Californie, la tête de série no 1 des Hoosiers de l'Indiana en demi-finale régionale, puis les Golden Eagles de Marquette en finale régionale. Cette dernière victoire, obtenue sur le score de 55 à 39, permet aux joueurs de Jim Boeheim de retrouver le Final Four après la victoire obtenue en 2003 lorsque l'équipe contenait dans ses rangs Carmelo Anthony.
Le lendemain, des deux équipes sont rejointes par les Cardinals de Louisville et les Wolverines du Michigan. Rick Pitino, l'entraîneur des Cardinals, estime que la grave blessure de l'un des joueurs, Kevin Ware, fracture de la jambe en première mi-temps, aurait pu empêcher son équipe de remporter la rencontre sans l'attitude de son joueur qui a alors demandé à ses coéquipiers de « juste gagner le match ». La décision se fait en deuxième mi-temps : alors que le score est de 42 partout, les Cardinals infligent un 20 à 4 à son adversaire de Duke, tête de série no 2 de la région, Louisville étant pour sa part no 1. Louisville s'impose sur le score de 85 à 63. La tête de série no 4 de la région sud, l'équipe des Volverines du Michigan, est la dernière qualifiée. Elle s'impose face aux Gators de Floride, no 3, sur le score de 79 à 59.

#### Demi-finales duFinal Four

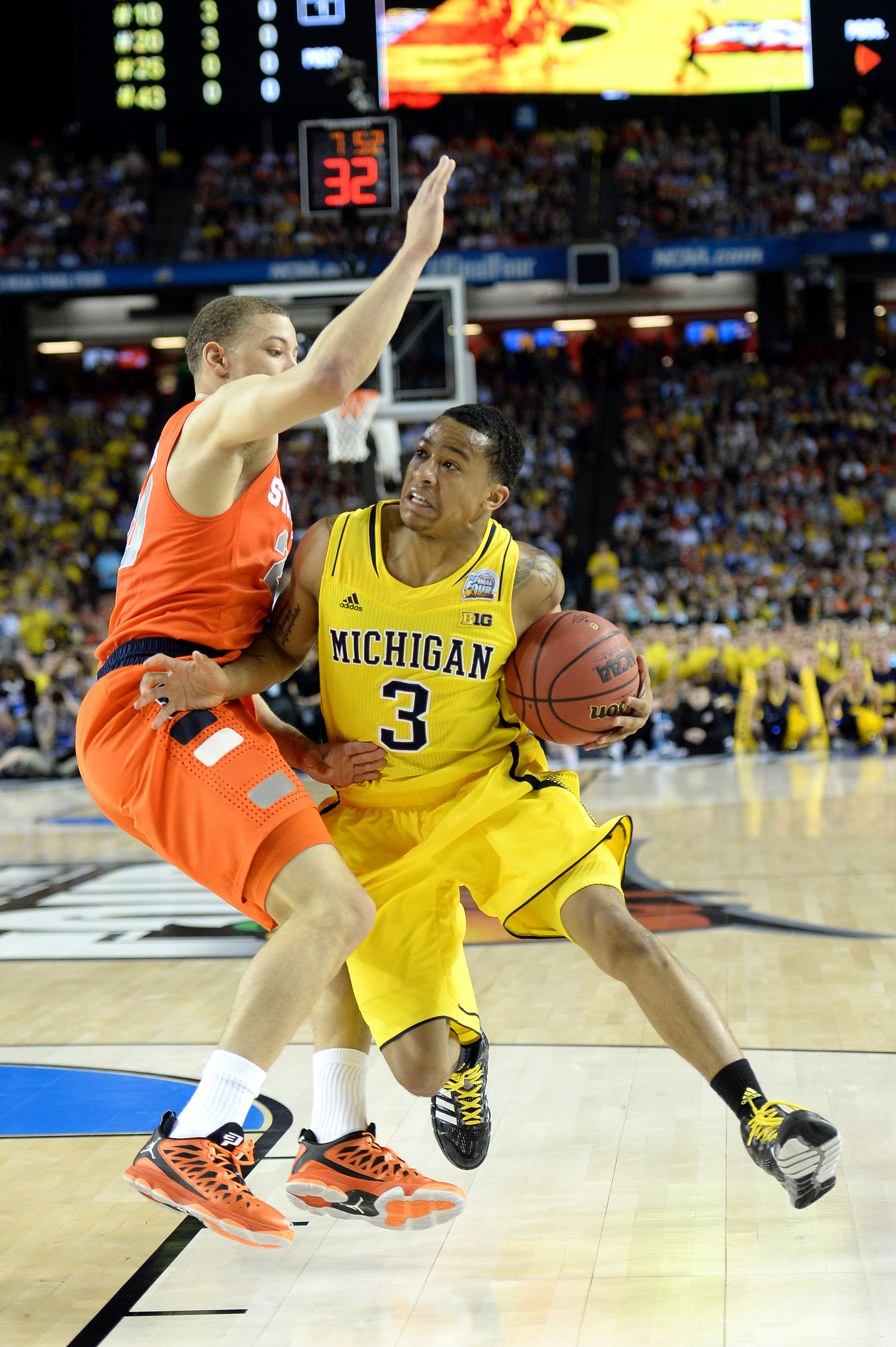
Trey Burke face à Brandon Triche lors de la rencontre entre Michigan et Syracuse

Le programme des demi-finales du Final Four est défini en fonction des têtes de séries nationales, le vainqueur de la région où est positionnée la tête de série no 1 étant opposé au  vainqueur de la région où est positionnée la tête de série no 4. C'est ainsi que l'équipe des Cardinals de Louisville, seule tête de série de région à être encore en lice, doit rencontrer les Shockers de Wichita State, Volverines du Michigan rencontrant l'Orange de Syracuse.
la première rencontre voit les grands favoris du Final Four, les Cardinals de Louisville, s'imposer plus difficilement que prévu : ils s'imposent de quatre points, 72 à 68, alors que depuis le début de la March Madness, Louisville s'était imposé facilement face à ses adversaires. L'équipe des Shockers de Wichita State, qui n'était que la neuvième tête de série de sa région ne réussit ainsi pas son objectif de devenir le plus grand upset de l'histoire de la NCAA, remporter le titre avec la tête de série la plus faible. Elle mène toutefois de 12 points, mais doit s'incliner en fin de rencontre, notamment en raison de l'apport des joueurs du banc de touche de Louisville, 34 points dont 20 par Luke Hancock,.
| 6 avril 2013 | Rapport | Cardinals de Louisville 72, Shockers de Wichita State 68 | Cardinals de Louisville 72, Shockers de Wichita State 68 | Cardinals de Louisville 72, Shockers de Wichita State 68 |  | Georgia Dome |
| 6 avril 2013 | Rapport | Score par mi-temps : 25-26, 47-42                        |                                                          |                                                          |  | Georgia Dome |
| 6 avril 2013 | Rapport | R. Smith, 21 C. Behanan, 9 R. Smith, 3                   | Points Rebonds Passes d.                                 | C. Early, 24 C. Early, 10 M. Armstead, 7                 |  | Georgia Dome |

Malgré la faible performance du meilleur joueur universitaire de la saison Trey Burke, Consensus Player of the Year, joueur de l'année selon l'Associated Press, NABC (National Association of Basketball Coaches) et l'USBWA (United States Basketball Writers Association.), et vainqueur des Naismith Award et Trophée Wooden, 7 points avec un tir réussit sur huit tentatives, Michigan s'impose face à Syracuse sur le score de 61 à 56. Michigan parvient à contrer la défense de Syracuse, basée sur une zone 2-3, défense qui a maintenu Montana, Indiana et Marquette à leur plus faible total de points de la saison avec respectivement 34, 50 et 39 points lors des tours précédents.
| 6 avril 2013 | Rapport | Wolverines du Michigan 61, Orange de Syracuse 56 | Wolverines du Michigan 61, Orange de Syracuse 56 | Wolverines du Michigan 61, Orange de Syracuse 56 |  | Georgia Dome Affluence : 75 350 Arbitres : Mark Whitehead, Doug Sirmons, Randy Mccall | CBS |
| 6 avril 2013 | Rapport | Score par mi-temps : 36-25, 25-31                |                                                  |                                                  |  | Georgia Dome Affluence : 75 350 Arbitres : Mark Whitehead, Doug Sirmons, Randy Mccall | CBS |
| 6 avril 2013 | Rapport | T. Hardaway, Jr., 13 M. McGary, 12 M. McGary, 6  | Points Rebonds Passes d.                         | C. Fair, 22 J. Grant, 7 B. Triche, 8             |  | Georgia Dome Affluence : 75 350 Arbitres : Mark Whitehead, Doug Sirmons, Randy Mccall | CBS |

#### Finale duFinal Four

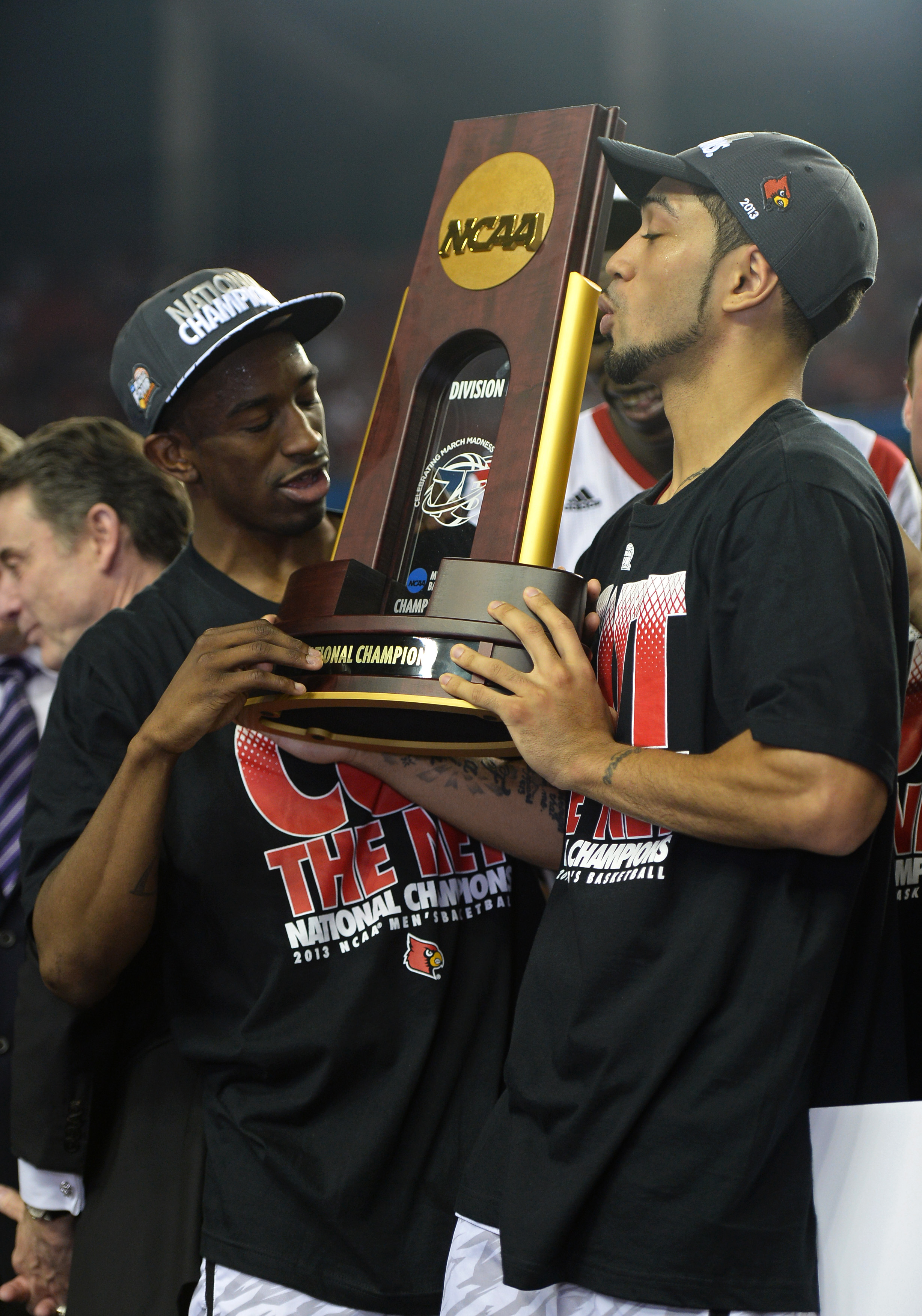
Russ Smith et Peyton Siva brandissant le trophée.

La finale de ce Final Four se déroule le lundi 8 avril au Georgia Dome en présence de 74 326 spectateurs. La dernière présence des deux équipes en finale date de vingt-sept et vingt ans pour respectivement Louisville et Michigan, vainqueur de Duke en 1986 pour les Cardinals, défaite du Fab Five du Michigan face aux Tar Heels de la Caroline du Nord en 1993.
La rencontre débute par un sept à trois en faveur de Michigan grâce à trois paniers de son joueur majeur, Trey Burke. Mais celui-ci commet rapidement deux fautes et doit quitter le terrain. Michigan bénéficie ensuite de l'apport de Spike Albrecht qui inscrit quatre paniers à trois-points consécutifs, pour un total de dix-sept points sur la première mi-temps. Après avoir compté douze points de retard à la dix-septième minute, Louisville réduit l'écart grâce à quatre trois-points consécutifs de Luke Hancock, période au cours de laquelle Michigan ne marque pas le moindre point. La mi-temps est atteinte sur le score 38 à 27 en faveur de cette dernière équipe. Malgré l'apport de Trey Burke, auteur finalement de vingt-quatre points en vingt-six minutes, Michigan laisse son adversaire prendre la tête en seconde période, comptant un avantage de dix points à trois minutes du terme du match grâce à un nouveau trois points de Hancock, cinq sur cinq sur la rencontre. Michigan revient à quatre points à quatre-vingt secondes de la fin avant que Hancock n'inscrive deux lancers-francs. La rencontre se termine finalement sur le score de 82 à 76 en faveur des Cardinals de Louisville.
C'est le troisième titre national des Cardinals, après ceux de 1980 et 1986. Rick Pitino, en remportant ce deuxième après le premier remporté avec les Wildcats du Kentucky en 1996, devient le premier entraîneur de NCAA à remporter deux titres avec deux universités. Hancock, grâce à ses vingt points en demi-finale, puis vingt-quatre en finale, avec de surcroit un cinq sur cinq à trois points lors de celle-ci, est désigné meilleur joueur du Final Four, Most Outstanding Player ou MOP. Selon la NCAA, il est le premier joueur qui débute les rencontres sur le banc à obtenir ce titre. Il fait par ailleurs partie de l'équipe type du Final Four, équipe également composée de Trey Burke de Michigan, Peyton Siva de Louisville, Cleanthony Early de Wichita State, Michael Albrecht de Michigan, Chane Behanan de Louisville et Mitch McGary de Michigan.
| 8 avril 2013 21 h 23 EDT |                                   | Cardinals de Louisville  | 82–76                            | Wolverines du Michigan |  | Georgia Dome, Atlanta Affluence : 74 326 |
| 8 avril 2013 21 h 23 EDT | Score par mi-temps : 37–38, 45–38 |                          |                                  |                        |  | Georgia Dome, Atlanta Affluence : 74 326 |
| 8 avril 2013 21 h 23 EDT | Hancock 22 Behanan 12 Dieng 6     | Points Rebonds Passes d. | Burke 24 McGary 6 Hardaway Jr. 4 |                        |  | Georgia Dome, Atlanta Affluence : 74 326 |